# Bundeshandelsakademie für Führung und Sicherheit an der Theresianischen Militärakademie in Wiener Neustadt
Die Bundeshandelsakademie für Führung und Sicherheit an der Theresianischen Militärakademie in Wiener Neustadt ist eine österreichische Eliteschule der Theresianischen Militärakademie, die mit Beginn des Schuljahrs 2019/2020 ihren Betrieb aufnahm. Zurzeit gibt es zehn Klassen. Während sich 2019 noch 89 Schüler für eine Aufnahme beworben haben, waren es im Jahr 2020 bereits 150. Insgesamt besteht die Schule aus etwa 200 Schülern. Sie hat ihren Standort in der Daun-Kaserne in Wiener Neustadt. Grundlage ist das Konzept einer fünfjährigen Handelsakademie. Das Gebäude steht unter Denkmalschutz.
Im Juni 2019 wurde das Projekt aus finanziellen Gründen vom Verteidigungsministerium zunächst eingestellt, nach Protest der Eltern der betroffenen Schüler wurde die Fortführung beschlossen.

## Vorgeschichte
Im Zuge der von Verteidigungsminister Gerald Klug im Oktober 2014 präsentierten Sparpläne wurde beschlossen, das Militärrealgymnasium zu schließen, wogegen es massiven Widerstand seitens der Schulgemeinschaft gab. Obwohl im Jahr 2018 die letzte Matura abgehalten werden sollte, tauchten bereits im Frühjahr 2017 Gerüchte für einen Weiterbestand auf. Weiteren Nährboden ergab das Regierungsprogramm, das vor Weihnachten 2017 von der Bundesregierung Kurz I vorgestellt wurde und dort ein Weitererhalt vorgesehen war.
Im Jänner 2018 wurde von der neu angelobten Bundesregierung Kurz I beschlossen, das Militärrealgymnasium in anderer Form doch weiterzuführen und sie zu einer Ausbildungsstätte auch für den polizeilichen Bereich auszubauen. Der konkrete zukünftige Schultyp wurde zuerst noch nicht fixiert. Fest stand lediglich, dass das zukünftige Militärrealgymnasium nicht mehr im selben Gebäude bestehen würde. Im September 2018 wurde bekannt gegeben, dass der Start einer Berufsbildenden Höheren Schule für Führung und Sicherheit mit zwei Klassen erfolgen soll. Im November 2018 erfolgte die Präsentation des fertigen Schulkonzepts von Vertretern des Verteidigungsministeriums und des Bildungsministeriums im Rahmen einer Pressekonferenz in der Daun-Kaserne. Die Schule sollte nicht in den bisherigen Räumlichkeiten des Militärrealgymnasiums untergebracht sein, vielmehr hätten auf dem Gelände der Militärakademie neue Räumlichkeiten um ein Budget von ca. 30 Millionen Euro errichtet werden sollen.
Während das Bildungsministerium für die Lehrer aufkommen hätte sollen, sollte das Verteidigungsressort den Sachaufwand bezahlen. Das Finanzministerium bezeichnete diese Aufteilung im April 2019 als ungewöhnlich und die Kosten von 30 Millionen Euro „außergewöhnlich“: „Die geplante Sicherheitsschule wäre eine sehr große Schule für wenig Schüler.“ Außerdem werde der Grundsatz Ausbau statt Neubau mit der Errichtung einer völlig neuen Handelsakademie nicht gewahrt. Laut Finanzministerium würde „ein entsprechender Bedarf für diese Schulform“ nicht vorliegen, Zahlen würden belegen, dass bei derartigen Ausbildungsstätten ein Schülerrückgang zu beobachten sei.
Nach dem Ende der Regierung Kurz stellte das Verteidigungsministerium unter Minister Thomas Starlinger in Absprache mit dem Bildungsministerium am 7. Juni 2019 die Sicherheitsschule ein, da die zur Realisierung benötigten 30 Millionen Euro fehlten. Den betroffenen 53 Schülern wurden alternative Schulplätze angeboten. Die geplante Schließung wurde von ÖVP, FPÖ und SPÖ teils vehement kritisiert, die drei Parteien stimmten auch für einen Entschließungsantrag, das Projekt Sicherheitsschule Wiener Neustadt weiterzuführen. Auch die Eltern der betroffenen Schüler protestierten gegen die Schließung. Aufgrund der vielfältigen Proteste wurde schließlich der Verwirklichung des Projekts zugestimmt.

## Konzept
Das Konzept einer fünfjährigen Handelsakademie mit Maturaabschluss soll den Absolventen der Sicherheitsschule die Basis für eine weiterführende Ausbildung beim Bundesheer, bei der Polizei, Justizwache oder auch bei internationalen Organisationen, die im sicherheitsrelevanten Bereich tätig sind wie EU, NATO und OSZE, bieten.